# アロンソ・エドワード
アロンソ・エドワード（Alonso Reno Edward Henry、1989年12月8日 ‐ ）は、パナマの陸上競技選手。専門は短距離走。100mの自己ベストはパナマ記録の10秒01、200mの自己ベストは南アメリカ記録の19秒81。2009年ベルリン世界選手権男子200mの銀メダリスト、2016年リオデジャネイロオリンピック男子200mのファイナリスト（7位）、2014年と2015年と2016年のダイヤモンドリーグ男子200mのツアーチャンピオンである。
パナマ人の父とジャマイカ人の母を持つスプリンター。19歳の若さで2009年ベルリン世界選手権男子200mのファイナリストになると、決勝では19秒81の南アメリカ記録を樹立して2位に入り、オリンピックと世界選手権を通じてパナマ勢史上3人目のメダリストとなった。19歳255日という若さでのメダル獲得は世界選手権同種目における最年少メダリスト記録であり、19歳で19秒81という記録はウサイン・ボルトの19秒88を更新する年齢別（19歳）世界最高記録である。

## 経歴

### 2006年
10月に南アメリカユース選手権 (en)  の男子100mと男子200mを大会記録で制して2冠達成。4走を務めた男子4×100mリレーでは41秒96のジュニアパナマ記録を樹立して銀メダルを獲得した。

### 2007年
5月のアルバ競技大会 (en) の男子100m予選で10秒32（0.0）のジュニアパナマ記録を樹立し、決勝では追い風参考記録ながら予選のタイムを上回る10秒25（+2.3）で金メダルを獲得すると、男子200m決勝では20秒62（+2.0）のパナマ記録（当時）を樹立して銀メダルを獲得。同月の中央アメリカジュニア選手権 (en) では男子100mを10秒59（-2.9）、男子200mを21秒08（-1.2）の大会記録、2走を務めた男子4×400mリレーを3分23秒01で制して3冠を達成。6月の南アメリカ選手権 (en) は男子4×400mリレー決勝で4走を務め、3分09秒67のパナマ記録を樹立して銅メダルを獲得。同月の南アメリカジュニア選手権 (en)  の男子100m決勝を10秒28（0.0）のジュニア南アメリカ記録で制したが、7月のパンアメリカンジュニア選手権 (en)  は怪我のため欠場した。

### 2008年
シーズン序盤に再び怪我をしたため、北京オリンピックの出場を逃した。

### 2009年
5月のテキサス招待男子100mで追い風参考記録ながら9秒97（+2.3）をマーク。同月のNJCAA（全米短期大学体育協会 (en) ）選手権では、男子100mは決勝で10秒09（+1.3）のパナマ記録（当時）を樹立するもライアン・ベイリー（10秒07）に敗れ2位に終わったが、男子200mでは20秒34（-0.6）のパナマ記録を樹立してライアン・ベイリー（20秒47）に競り勝ち優勝した。6月の南アメリカ選手権は男子100mを10秒29（+0.6）、男子200mを20秒45（0.0）で制し、2冠を達成するとともに両種目でパナマ勢初の優勝を達成した。シニアの世界大会初出場となった8月のベルリン世界選手権は男子200mでファイナリストになると、決勝では南アメリカ史上3人目の19秒台となる19秒81（-0.3）をマークして銀メダルを獲得した。オリンピックと世界選手権を通じてパナマ勢のメダル獲得は、1948年ロンドンオリンピックの男子100mと男子200mで銅メダルに輝いたロイド・ラビーチ、2007年大阪世界選手権と2008年北京オリンピックの男子走幅跳で金メダルに輝いたイルビング・サラディノに次ぐ史上3人目の快挙だった。また、ウサイン・ボルトが持つ年齢別（19歳）世界最高記録（19秒88）、クラウディネイ・ダ・シルバが持つ南アメリカ記録（19秒89）、ウォーレス・スピアモンが持つ世界選手権男子200mの最年少メダリスト記録（20歳230日）を塗り替えた。

### 2010年
4月の中央アメリカ競技大会 (en) 男子100mを10秒24（-0.2）の大会記録で制した。しかし、次の日に行われた男子200m決勝で左ハムストリングを負傷してしまい、シーズンを棒に振ることとなった。

### 2011年
9月の大邱世界選手権男子200mに出場すると、予選を20秒55（+0.4）の組1着、準決勝を20秒52（-0.7）の組2着で突破して2大会連続のファイナリストとなったが、決勝は左ハムストリングスを痛め途中棄権に終わった。

### 2012年
8月のロンドンオリンピック男子200mに出場するも、予選でフライングを侵し失格に終わった。

### 2014年
3月の南アメリカ競技大会男子100mを10秒23（+1.1）の大会記録で制すると、4月のNTC/PURE Athletics Spring Invitational男子100mで10秒02（+1.0）のパナマ記録を樹立し、南アメリカ歴代2位に名を連ねた。今シーズンはダイヤモンドリーグでも好調で、6月のゴールデンガラ男子200mを20秒19（+0.9）で制してダイヤモンドリーグ初勝利を挙げると、7月のアスレティッシマ男子200mは自身2度目の19秒台となる19秒84（+1.2）で制した。今シーズンのダイヤモンドリーグ男子200mのポイント対象最終レースとなった8月のヴェルトクラッセチューリッヒ男子200mでは19秒95（-0.9）をマークし、ポイント獲得数でトップに立っていたニッケル・アシュミードを抑えて優勝した。大会前までのポイント獲得数はニッケル・アシュミードが14ポイントでトップに立ち、エドワードは11ポイントで2位につけていたが、ポイント対象最終レースはポイントが2倍になるルールのため、エドワードは今回8ポイントを獲得して合計19ポイントとなり、アシュミードの18ポイントを上回り逆転でツアーチャンピオンとなった。9月にはアメリカ大陸代表としてコンチネンタルカップ男子200mに出場すると19秒98（+0.2）をマークし、ジャマイカのラシード・ドワイヤーに同タイム着差ありで競り勝ち優勝した。

### 2015年
7月のパンアメリカン競技大会男子200m決勝で自身5度目の19秒台となる19秒90（+0.3）をマークするも、アンドレ・ドグラス（19秒88）、ラシード・ドワイヤー（19秒90）に次ぐ3位に終わった。8月の世界選手権男子200mでは2011年大邱大会以来のファイナリストになり、決勝ではサードベストの19秒87（-0.1）をマークしたが、3位のアナソ・ジョボドワナと同タイム着差あり（0秒002差）の4位に終わり、惜しくもメダルを逃した。9月には今シーズンのダイヤモンドリーグ男子200mのツアーチャンピオンの座をかけ、ポイント対象最終レースとなったヴェルトクラッセチューリッヒに出場した。レース前のポイント状況は南アフリカのアナソ・ジョボドワナが9ポイントでトップに立ち、エドワードが8ポイントで2位だったが、レースをエドワードが20秒03（+0.4）で制し、8ポイントを加算して2年連続のツアーチャンピオンとなった。

### 2016年
8月のリオデジャネイロオリンピックではパナマ選手団の旗手を務めた。出場した男子200mは予選で20秒19（+0.7）、準決勝で20秒07（-0.2）と、両ラウンドで組1着に入り、着順での決勝進出を決めたが、初のオリンピック決勝は20秒23（-0.5）とタイムを落として7位に終わった。今シーズンのダイヤモンドリーグ男子200mではポイント対象レースで2度の優勝などポイントを重ね、3シーズン連続のツアーチャンピオンに輝いた。

## 人物・エピソード
- ザンビアのスプリンターであるジェラルド・フィリ（英語版）とはトレーニングパートナーであり親友の間柄[28]。
- 両親とも元スプリンターだが、国際レベルの選手ではなかった[9]。弟のマテオは国際大会で活躍するスプリンターで、60mの室内パナマ記録保持者[2]。

## 自己ベスト
記録欄の（　）内の数字は風速（m/s）で、+は追い風、-は向かい風を意味する。
| 種目 | 記録          | 年月日        | 場所             | 備考                                      |
| 屋外 | 屋外          | 屋外          | 屋外             | 屋外                                      |
| ---- | ------------- | ------------- | ---------------- | ----------------------------------------- |
| 100m | 10秒01 (-0.7) | 2018年6月6日  | コチャバンバ     | パナマ記録 南アメリカ歴代2位              |
| 100m | 9秒97w (+2.3) | 2009年5月2日  | オースティン     | 追い風参考記録                            |
| 200m | 19秒81 (-0.3) | 2009年8月20日 | ベルリン         | 南アメリカ記録 年齢別（19歳）世界最高記録 |
| 室内 |               |               |                  |                                           |
| 200m | 20秒70        | 2010年2月13日 | フェイエットビル | パナマ記録                                |
| 400m | 47秒40        | 2010年1月23日 | フェイエットビル |                                           |

## 主要大会成績
備考欄の記録は当時のもの
| 年   | 大会                              | 場所             | 種目      | 結果         | 記録            | 備考                            |
| ---- | --------------------------------- | ---------------- | --------- | ------------ | --------------- | ------------------------------- |
| 2006 | 中央アメリカジュニア選手権 (en)   | グアテマラシティ | 100m      | 2位          | 11秒05 (-0.7)   |                                 |
| 2006 | 中央アメリカジュニア選手権 (en)   | グアテマラシティ | 200m      | 3位          | 22秒07 (+0.7)   |                                 |
| 2006 | 南アメリカユース選手権 (en)       | カラカス         | 100m      | 優勝         | 10秒60 (0.0)    | 大会記録                        |
| 2006 | 南アメリカユース選手権 (en)       | カラカス         | 4x100mR   | 2位          | 41秒96 (4走)    | ジュニアパナマ記録              |
| 2006 | 南アメリカユース選手権 (en)       | カラカス         | 200m      | 優勝         | 21秒18 (0.0)    | 大会記録                        |
| 2006 | 南アメリカユース選手権 (en)       | カラカス         | メドレーR | 6位          | 2分03秒41 (4走) |                                 |
| 2007 | アルバ競技大会 (en)               | カラカス         | 100m      | 優勝         | 10秒25 (+2.3)   | 予選10秒32：ジュニアパナマ記録  |
| 2007 | アルバ競技大会 (en)               | カラカス         | 4x100mR   | 2位          | 40秒07 (4走)    |                                 |
| 2007 | アルバ競技大会 (en)               | カラカス         | 200m      | 2位          | 20秒62 (+2.0)   | パナマ記録                      |
| 2007 | 中央アメリカジュニア選手権 (en)   | サンサルバドル   | 100m      | 優勝         | 10秒59 (-2.9)   |                                 |
| 2007 | 中央アメリカジュニア選手権 (en)   | サンサルバドル   | 200m      | 優勝         | 21秒08 (-1.2)   | 大会記録                        |
| 2007 | 中央アメリカジュニア選手権 (en)   | サンサルバドル   | 4x100mR   | 4位          | 44秒16 (2走)    |                                 |
| 2007 | 中央アメリカジュニア選手権 (en)   | サンサルバドル   | 4x400mR   | 優勝         | 3分23秒01 (2走) |                                 |
| 2007 | 南アメリカ選手権 (en)             | サンパウロ       | 4x100mR   | 5位          | 40秒13          |                                 |
| 2007 | 南アメリカ選手権 (en)             | サンパウロ       | 4x400mR   | 3位          | 3分09秒67 (4走) | パナマ記録                      |
| 2007 | 南アメリカジュニア選手権 (en)     | サンパウロ       | 100m      | 優勝         | 10秒28 (0.0)    | ジュニア南アメリカ記録 大会記録 |
| 2007 | パンアメリカンジュニア選手権 (en) | サンパウロ       | 100m      | 予選途中棄権 | DNF             |                                 |
| 2008 | 世界ジュニア選手権                | ブィドゴシュチュ | 100m      | 予選3組6着   | 10秒91 (+0.2)   |                                 |
| 2008 | 世界ジュニア選手権                | ブィドゴシュチュ | 200m      | 予選棄権     | DNS             |                                 |
| 2009 | 南アメリカ選手権 (en)             | リマ             | 100m      | 優勝         | 10秒29 (+0.6)   |                                 |
| 2009 | 南アメリカ選手権 (en)             | リマ             | 200m      | 優勝         | 20秒45 (0.0)    |                                 |
| 2009 | 世界選手権                        | ベルリン         | 200m      | 2位          | 19秒81 (-0.3)   | 南アメリカ記録                  |
| 2010 | 中央アメリカ競技大会 (en)         | パナマ           | 100m      | 優勝         | 10秒24 (-0.2)   | 大会記録                        |
| 2010 | 中央アメリカ競技大会 (en)         | パナマ           | 200m      | 8位          | 47秒18 (+0.1)   |                                 |
| 2011 | 南アメリカ選手権 (en)             | ブエノスアイレス | 100m      | 決勝失格     | DQ              |                                 |
| 2011 | 世界選手権                        | 大邱             | 200m      | 決勝途中棄権 | DNF             |                                 |
| 2012 | 中央アメリカ選手権 (en)           | マナグア         | 200m      | 優勝         | 21秒23 (+0.3)   |                                 |
| 2012 | オリンピック                      | ロンドン         | 200m      | 予選失格     | DQ              | 不正スタート                    |
| 2013 | 中央アメリカ競技大会 (en)         | サンホセ         | 200m      | 優勝         | 20秒52 (+2.1)   |                                 |
| 2013 | 中央アメリカ競技大会 (en)         | サンホセ         | 4x100mR   | 決勝途中棄権 | DNF (2走)       |                                 |
| 2013 | 世界選手権                        | モスクワ         | 200m      | 準決勝3組7着 | 20秒67 (-0.3)   |                                 |
| 2014 | 南アメリカ競技大会 (en)           | サンティアゴ     | 100m      | 優勝         | 10秒23 (+1.1)   | 大会記録                        |
| 2014 | 南アメリカ競技大会 (en)           | サンティアゴ     | 4x100mR   | 決勝棄権     | DNS             |                                 |
| 2014 | コンチネンタルカップ (en)         | マラケシュ       | 200m      | 優勝         | 19秒98 (+0.2)   | 2着と同タイム着差あり           |
| 2015 | パンアメリカン競技大会 (en)       | トロント         | 200m      | 3位          | 19秒90 (+0.3)   | 2位と同タイム着差あり           |
| 2015 | 世界選手権                        | 北京             | 200m      | 4位          | 19秒87 (-0.1)   | 3位と同タイム着差あり           |
| 2016 | オリンピック                      | リオデジャネイロ | 200m      | 7位          | 20秒23 (-0.5)   |                                 |
| 2017 | 世界選手権                        | ロンドン         | 200m      | 予選3組4着   | 20秒61 (+0.3)   |                                 |

### ダイヤモンドリーグ
ダイヤモンドリーグの総合成績を記載。獲得ポイント欄の（　）内は出場したポイント対象レースの数を意味する。
| 年   | 種目 | 総合順位 | 獲得ポイント |
| ---- | ---- | -------- | ------------ |
| 2014 | 200m | 優勝     | 19 (5レース) |
| 2015 | 200m | 優勝     | 16 (3レース) |
| 2016 | 200m | 優勝     | 44 (7レース) |

優勝したダイヤモンドリーグの大会を記載（個人種目のみ）。金色の背景はポイント対象レースを意味する。
| 年   | 大会                         | 場所           | 種目 | 記録          | 備考          |
| ---- | ---------------------------- | -------------- | ---- | ------------- | ------------- |
| 2014 | ゴールデンガラ               | ローマ         | 200m | 20秒19 (+0.9) |               |
| 2014 | アスレティッシマ             | ローザンヌ     | 200m | 19秒84 (+1.2) | 2度目の19秒台 |
| 2014 | グラスゴーグランプリ         | グラスゴー     | 200m | 20秒25 (-0.7) |               |
| 2014 | ヴェルトクラッセチューリッヒ | チューリッヒ   | 200m | 19秒95 (-0.9) |               |
| 2015 | 上海ゴールデングランプリ     | 上海           | 200m | 20秒33 (+1.1) |               |
| 2015 | DNガラン                     | ストックホルム | 200m | 20秒04 (+0.3) |               |
| 2015 | ヴェルトクラッセチューリッヒ | チューリッヒ   | 200m | 20秒03 (+0.4) |               |
| 2016 | ムハンマド6世記念            | ラバト         | 200m | 20秒07 (+3.8) |               |
| 2016 | ヘラクレス                   | モナコ         | 200m | 20秒10 (+0.1) |               |